# Leucanitis sesquistria
Leucanitis sesquistria är en fjärilsart som beskrevs av Eduard Friedrich Eversmann 1854. Leucanitis sesquistria ingår i släktet Leucanitis och familjen nattflyn. Inga underarter finns listade i Catalogue of Life.